# Липовшек, Станислав
Станислав Липовшек (словен. Stanislav Lipovšek, 10 июля 1943 год, Войник, Югославия) — католический прелат, епископ Целе с 15 марта 2010 года.

## Биография
29 июня 1968 года Станислав Липовшек был рукоположён в священника.
15 марта 2010 года Римский папа Бенедикт XVI назначил Станислава Липовшека епископом Целе. 24 апреля 2010 года состоялось рукоположение Станислава Липовшека в епископа, которое совершил кардинал Сантос Абриль-и-Кастельо в сослужении с архиепископом Любляны Антоном Стресом и архиепископом Марибора Францем Крамбергером.